# Bulbophyllum navicula
Bulbophyllum navicula là một loài phong lan thuộc chi Bulbophyllum.